# Heidehuhn

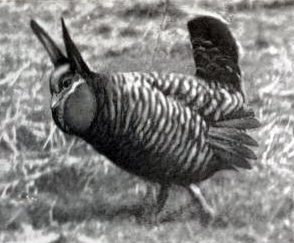
Fotografie eines balzenden Heidehuhn-Männchens von 1900

Das Heidehuhn (Tympanuchus cupido cupido), manchmal auch als Cupidohuhn bezeichnet, war eine unverwechselbare Unterart des Präriehuhns (Tympanuchus cupido), eines großen nordamerikanischen Vogels aus der Familie der Fasanenartigen. Möglicherweise war es auch eine eigenständige Art.
Heidehühner waren in historischen Zeiten in mit Buschwerk bewachsenen, kargen Heiden der Küstenregion New Englands, vom südlichsten Zipfel New Hampshires bis ins nördliche Virginia und in vorgeschichtlicher Zeit möglicherweise bis nach Florida verbreitet. Die Präriehühner andererseits bewohnen Prärien von Texas nördlich nach Indiana bis North Dakota und South Dakota. In früherer Zeit erstreckte sich das Verbreitungsgebiet bis ins zentralsüdliche Kanada.
Heidehühner waren während des Kolonialismus enorm häufig in ihrem Lebensraum. Sie wurden ausgiebig als Nahrungsquelle gejagt. Tatsächlich vermuten Fachleute, dass das Thanksgiving-Essen der Pilgerväter nicht aus wilden Truthühnern, sondern aus Heidehühnern bestand. Im späten 18. Jahrhundert hatte das Heidehuhn einen Ruf als preiswertes und im Überfluss vorhandenes „Armeleuteessen“.

## Beschreibung
Das Heidehuhn sah dem Großen Präriehuhn sehr ähnlich, es war aber etwas kleiner (Pearson 1917). Die Länge des Vogels betrug ungefähr 43 Zentimeter und das Gewicht lag bei 900 Gramm.

## Aussterben
Infolge des enormen Jagddruckes sank die Population schnell ab. Möglicherweise in den 1840er Jahren, auf jeden Fall aber ab 1870 war das Heidehuhn auf dem Festland verschwunden. Es waren nur noch 300 Exemplare auf der Insel Martha’s Vineyard vor Massachusetts vorhanden. 1890 war dieser Bestand auf 120 bis 200 Vögel abgesunken, hauptsächlich wegen Nachstellung durch Katzen und Wilderei. Im späten 19. Jahrhundert waren noch 70 Exemplare übrig. Diese wurden nun durch ein striktes Jagdverbot geschützt. 1908 wurde das „Heath Hen Reserve“ (heute Manuel F. Correllus State Forest genannt) eingerichtet. Bis zur Mitte der 1910er Jahre stieg die Population auf fast 2000 Vögel an und ihre Balzarenen wurden zur Touristenattraktion. Ein verheerender Brand während der Brutsaison 1916, strenge Winter, Inzucht, ein Überschuss an Männchen und offenbar durch Geflügel eingeschleppte Histomoniasis-Erreger (Blackhead) ließen jedoch den Bestand zusammenbrechen. Nach einer letzten Erholung im Jahre 1920 auf 600 Exemplare begann für die Population der endgültige Rückgang. 1927 hatte nur noch ein Dutzend Heidehühner überlebt, davon nur zwei Weibchen. Ende des Jahres 1927 waren trotz der strengen Schutzmaßnahmen nur noch fünf Exemplare übrig, die allesamt Männchen waren. Nach dem 8. Dezember 1928 überlebte offenbar nur noch ein Männchen (Gross, 1931), das den Spitznamen „Booming Ben“ erhielt. Es wurde zu Beginn der Brutsaison am 11. März 1932 in seiner angestammten Balzarena zwischen West Tisbury und dem heutigen Flughafen von Martha’s Vineyard zuletzt beobachtet und starb unter ungeklärten Umständen nur Stunden oder Tage danach im Alter von ungefähr acht Jahren.
Zwischen 1928 und 1931 drehte der Ornithologe Alfred Otto Gross einen vierzehnminütigen stummen Dokumentarfilm (mit Zwischentiteln) über die Beobachtung und Beringung von „Booming Ben“ auf Martha’s Vineyard.
Heidehühner gehörten zu den ersten Vogelarten, die die US-Amerikaner schützen wollten. Bereits 1791 wurde eine Gesetzesvorlage „zum Schutz des Heidehuhns und anderem Jagdwild“ dem New Yorker Parlament vorgelegt. Obgleich die Bemühungen, das Heidehuhn vor der Ausrottung zu bewahren, letztendlich erfolglos blieben, ebneten sie den Weg für die Erhaltung anderer Vogelarten. Möglicherweise könnte die Einrichtung von Reservaten im offenen Buschland von Martha’s Vineyard („Great Plain“) das Aussterben des Heidehuhns eher beschleunigt haben. Wiederkehrende Brände waren im Buschland normalerweise ein Teil der Umwelt. Mit dem Versuch, Feuer zu verhindern, anstatt eine Sukzession mit kontrollierten Bränden zuzulassen, nahm die Lebensraumqualität für die Heidehühner ab, und ein normalerweise begrenzter Brand hatte im stark nachgewachsenen Unterholz verheerende Konsequenzen – wie im Jahr 1916.

## Systematik
Die taxonomische Diskussion hat einige Forschungsprojekte ins Leben gerufen, um mehr über das Heidehuhn und dessen Lebensraum herauszufinden. Ein erster Vergleich von mtDNA-Haplotypen zwischen Heidehuhn- und Präriehuhntypen (Palkovacs et al., 2004) brachte das unerwartete Ergebnis, dass alle getesteten Heidehühner eine Gruppe bildeten, die sich sehr von den Festlandvögeln unterschieden und den Großen Präriehühnern aus Wisconsin genetisch sehr ähnlich waren. Eine neuere Studie (Johnson & Dunn, 2006) über dieselben Parameter bestätigte die Ergebnisse, widersprach jedoch der Platzierung des Heidehuhns in Bezug auf seine verwandtschaftlichen Verhältnisse und schlug stattdessen eine engere Verwandtschaft mit dem Oklahomapräriehuhn vor. Johnson und Dunn warnten jedoch davor, zu viel in die Ergebnisse hineinzuinterpretieren: während das Kleine Präriehuhn eine eigenständige Art darstellt und das genetisch offenbar gleichermaßen unterschiedliche Heidehuhn folglich ebenfalls einen eigenständigen Status verdienen würde, durchlaufen mtDNA-Haplotypen in kleinen Populationen einen genetischen Flaschenhals und zeigen wahrscheinlich eine höhere Abweichung, als allein vom taxonomischen Status her zu beurteilen ist (Johnson et al., 2003). Geht man von der Tatsache aus, dass alle Heidehuhn-Exemplare, die von Johnson und Dunn untersucht wurden, von der Insel Martha’s Vineyard stammen – wo der Bestand nie einige tausend Vögel wegen des begrenzten Platzes überschreiten konnte und der genetische Austausch mit dem Festland begrenzt war – so ist es möglich, dass die geringe genetische Vielfalt und offensichtliche Unverwechselbarkeit des Heidehuhns ein Artefakt einer kleinen Anzahl von brauchbaren Exemplaren aus derselben eng zusammengewachsenen Population war.
Präriehühner wurden wahllos an der Ostküste der Vereinigten Staaten eingeführt, nach dem das Heidehuhn auf dem Festland ausgestorben war. Sie konnten sich jedoch nicht halten. Heute existiert eine beträchtliche Anzahl von Heidehuhn-Bälgen in öffentlichen Sammlungen, aber viele – alle Festlandexemplare und solche mit unzureichenden Informationen – können nicht eindeutig als Heidehühner identifiziert werden. Beispielsweise sind heutzutage nur sieben eindeutige Heidehuhn-Eier in den öffentlichen Sammlungen bekannt. Das entspricht einem sehr kleinen Gelege (Luther, 1996).